# NGC 409
NGC 409 è una galassia ellittica situata nella costellazione dello Scultore. Fu scoperta il 29 novembre 1837 da John Herschel.